# GdS-Jugend
| GdS-Jugend Jugend der Gewerkschaft der Sozialversicherung | GdS-Jugend Jugend der Gewerkschaft der Sozialversicherung |
| Vereinsdaten                                              | Vereinsdaten                                              |
| --------------------------------------------------------- | --------------------------------------------------------- |
| Verbände:                                                 | 16 Landesjugendverbände                                   |
| Bundesjugendleitung                                       |                                                           |
| Bundesjugendleiter:                                       | Leon Hitzer                                               |
| Stellvertreterin:                                         | Felizitas König                                           |
| Stellvertreter:                                           | Thies Kammann                                             |
| Stellvertreterin:                                         | Michelle Heger                                            |
| Stellvertreter:                                           | Anika Gutsch                                              |
| Internet                                                  |                                                           |
| Website:                                                  | www.gds-jugend.de                                         |
|                                                           |                                                           |

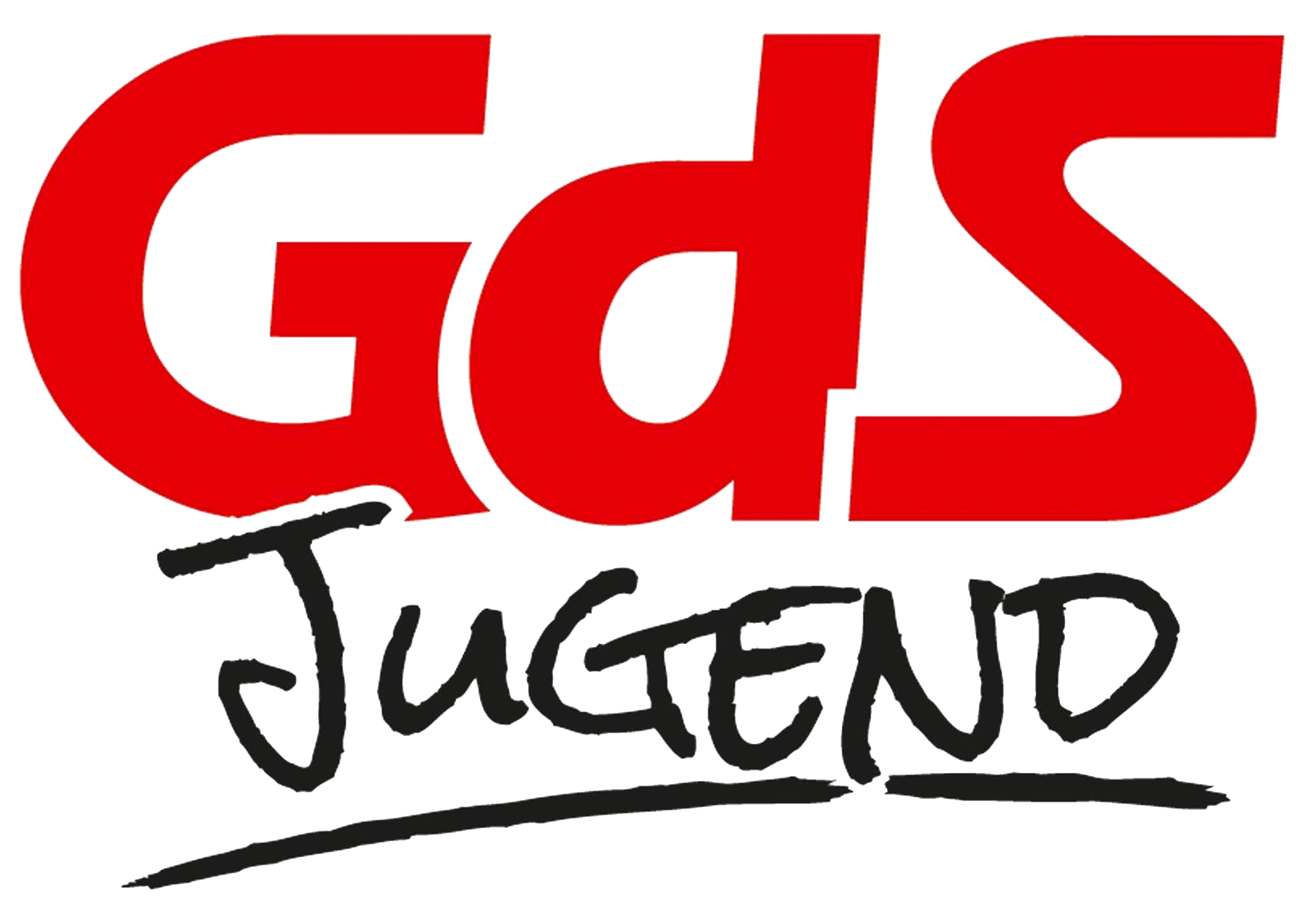
Logo der GdS-Jugend

Die Jugend der Gewerkschaft der Sozialversicherung (GdS-Jugend) ist der Zusammenschluss aller jugendlichen Mitglieder in der Fachgewerkschaft für die deutsche Sozialversicherung, der Gewerkschaft der Sozialversicherung (GdS). Sie ist parteipolitisch unabhängig und Mitglied der DBB Jugend (dbbj).

## Mitglieder
Alle Mitglieder der Gewerkschaft der Sozialversicherung (GdS) sind bis zur Vollendung des 30. Lebensjahres automatisch auch Mitglieder der GdS-Jugend. Sie stammen aus allen Trägern der sozialen Sicherung und ihrer Verbände sowie von Einrichtungen, die mit diesen organisatorisch oder finanziell verbunden sind.

Der monatliche Beitragssatz beträgt 0,75 % des beitragspflichtigen Einkommens. Auszubildende/Anwärter (Studierende) entrichten für die gesamte Zeit pauschal einen Beitrag von 5,00 EUR im Monat. Beitragsfrei sind die Mitglieder während des Wehr- oder Zivildienstes, der Elternzeit, eines Krankengeldbezugs oder im Falle der Arbeitslosigkeit.

## Gliederung
Die GdS-Jugend hat ihren Sitz am Hauptsitz der GdS in Bonn. Sie gliedert sich in 16 Landesjugendverbände. Die Aufteilung ist den Bundesländern entsprechend. Jeder Landesjugendverband hat eine Landesjugendleiterin bzw. einen Landesjugendleiter und teilweise eine Landesjugendleitung. Diese sind ehrenamtlich tätig.

## Organe
Die Organe der GdS-Jugend sind der Gewerkschaftsjugendtag und die Bundesjugendleitung.

### Gewerkschaftsjugendtag
Der Gewerkschaftsjugendtag, das oberste Organ, findet regelmäßig alle 5 Jahre statt. Ausnahmen, die erfordern, dass dieser eher stattfindet, sind in bestimmten Fällen möglich. Er besteht aus der Bundesjugendleitung, den Landesjugendleitern und weiteren Vertretern der Landesjugendverbände. Er wählt die Bundesjugendleitung, legt u. a. die Richtlinien für die Arbeit der GdS-Jugend fest, behandelt und beschließt Fragen der Jugendarbeit, die von grundsätzlicher Bedeutung sind.

### Bundesjugendleitung
Die Bundesjugendleitung wird zum Gewerkschaftsjugendtag gewählt. Sie besteht aus dem Bundesjugendleiter und 4 Stellvertretern. Sie nimmt die Aufgaben entsprechend der Satzung wahr, so zum Beispiel die Durchführung der Beschlüsse des Gewerkschaftsjugendtages. Die Wahrnehmung der Aufgaben der Bundesjugendleitung ist auf ehrenamtlicher Basis.

## Aufgaben
Gemäß der Satzung vertritt und fördert die GdS-Jugend die beruflichen, rechtlichen und sozialen Belange ihrer Mitglieder. Besonders engagiert sie sich bei der Sicherung und zeitgemäßen Weiterentwicklung des Beamten-, DO-, Tarif-, Arbeits- und Sozialrechts und der beruflichen Bildung. Sie fördert die Mitglieder in der beruflichen Aus- und Fortbildung und wirkt bei der staats-, gesellschafts- und berufspolitischen Bildungsarbeit sowie in Fragen des Jugendrechts mit.
Die Zusammenarbeit mit deutschen und internationalen Jugendorganisationen und dem internationalen Jugendaustausch wird begrüßt und unterstützt.

## Leistungen
Allein aufgrund der Mitgliedschaft erhalten auch die Mitglieder der GdS Jugend die Leistungen der GdS (Sozialleistungen lt. Richtlinie, Leistungen aus einer Freizeitunfallversicherung, Streikgeld, Rechtsschutz, Förderung von Sportveranstaltungen usw.). Darüber hinaus erhalten die Mitglieder aktuelle Informationen durch das GdS-Magazin, in dem (neben separaten Informationsbroschüren) auch die GdS-Jugend ihren Platz findet. Weiterhin werden die Mitglieder fachlich durch verschiedene (auf Landes-/ Bundesebene organisierte) Veranstaltungen und Schulungen, die auch der persönlichen Entwicklung dienen unterstützt. Das soziale Zusammensein sowie der fachliche Austausch auch zwischen den einzelnen Zweigen der Sozialversicherung wird ebenso gefördert.
Aufgrund der Mitgliedschaft der GdS-Jugend in der DBB Jugend (dbbj)
haben die Mitglieder bundesweit weitere Vorteile (z. B. Vergünstigungen beim Onlineshopping). Je nach Bundesland und des persönlichen Status (z. B. Auszubildender in Bayern) können weitere örtliche Vergünstigungen (z. B. kostenlose Auslandsreisekrankenversicherung oder finanzielle Beihilfen zur Fachliteratur für die Ausbildung) möglich sein.

## Interessenvertretung in den Sozialversicherungszweigen
Mitglieder der GdS-Jugend sind auch in Interessenvertretungen (Jugend-/Personalvertretungen) ehrenamtlich tätig. Dabei werden oftmals die örtlichen Interessenvertretungen (JAV, PR), genauso wie die Stufenvertretungen (BJAV, BPR, HJAV/GJAV, HPR/GPR) in den Sozialversicherungszweigen abgedeckt. Die GdS und GdS-Jugend unterstützen sie dabei, zum Beispiel bei den Wahlen zu den Gremien, mit Schulungen und durch (Rechts-)Beratungen.